# Ali Shaukat
Ali Shaukat (6 oktober 1897 - 25 februari 1960) was een Indiaas hockeyer. 
Shaukat won met de Indiase ploeg de olympische gouden medaille in 1928.

## Resultaten
- 1928  Olympische Zomerspelen in Amsterdam